# Reichert-Knorpel
Der Reichert-Knorpel (lateinisch Cartilago Reicherti, nach Karl Bogislaus Reichert) ist eine während der Organogenese beim Fetus paarig dorsal der Arteria stapedia auftretende Knorpelspange im zweiten Kiemenbogen. Aus diesem Knorpelkern entstehen
- das kleine Horn (Cornu minus, kleines Zungenbeinhorn, auch Cornu minor ossis hyoidei) des Zungenbeins,
- aus ihrem ventralen Ende der Arcus ossis hyoidei,[2] also die obere Hälfte beziehungsweise der kraniale Abschnitt[3] des Zungenbeinkörpers,[4]
- der Griffelfortsatz (Processus styloideus) des Schläfenbeins,
- das Griffelfortsatz und Zungenbein verbindende Ligamentum stylohyoideum (Griffelfortsatz-Zungenbein-Band) sowie
- aus dem oberen Knorpelteil auch das Gehörknöchelchen Steigbügel.[5][6]

Nach anderer Darstellung bildet der dorsale Teil des Reichertschen Knorpels die Anlage des Steigbügels und den Knorpelring für die Fenestra vestibuli (ovales Fenster, Fenestra ovalis, Fenestra semiovalis). Der Knorpel ist also die Vorstufe der vier beschriebenen Knochen.
Diese Umbauvorgänge finden beim menschlichen Fetus in der achten bis neunten Schwangerschaftswoche statt.

## Geschichte
Früher wurde der Reichertsche Knorpel in der Deutschen Demokratischen Republik als Zungenbeinbogen und anschließend von 1973 bis 1980 als Zungenbeinknorpel definiert. Von 1981 bis 1998 verzichtete man auf eine Erklärung. 1999 beschrieb das Wörterbuch der Medizin den Reichert-Knorpel als zweiten Kiemenbogenknorpel.
1958 schrieb ein Lehrbuch: „Der im Hyoidbogen liegende Knorpelstreif, der Reichertsche Knorpel, wird zum Suspensionsapparat des Schlundkopfes und des Kehlkopfes.“
Im Roche Lexikon Medizin erfolgte bereits 1984 die heute als richtig angesehene Definition als Knorpel im zweiten Kiemenbogen beziehungsweise im zweiten Branchialbogen.